# Incluziuni citoplasmatice
Incluziunile citoplasmatice, numite și incluziuni ergastice, sunt organite celulare specifice. Acestea se formează în urma metabolismului celular, fiind produse organice sau anorganice.
Incluziunile se găsesc atât la procariote cât și la eucariote, prezentând sau nu membrană. Uneori, la eucariote pot fi delimitate de o membrană continuă (pigmenți).
Incluziunile ergastice sunt depozitate in vacuole, citoplasma si perete celular (si nu numai), dar pot fi: anorganice și organice.
- Incluziunile ergastice anorganice

Sunt reprezentate de cristale de oxalat de calciu, carbonat de calciu, sulfat de calciu și dioxid de siliciu.
În unele celule vegetale, acizii organici toxici se combină cu cationii de calciu sau mangan și precipită sub formă de cristale insolibile care nu mai sunt toxice (de exemplu, acidul oxalic sau acidul pectic se combină cu ionii de calciu formând oxalat de calciu sau pectat de calciu care se dispun în citoplasmă ca incluziuni).
- Incluziunile ergastice organice

Exemple: amidonul (in celulele unor seminte), inulina, gutaperca, rășinile, grăsimile (ex. acid poli-beta-hidroxibutiric), taninuri, mucilagii, glicogen (in celulele hepatice), melanina (in celulele dermice) etc.